# Cour Saint-Louis
La cour Saint-Louis est une voie située dans le quartier de la Roquette du 11e arrondissement de Paris, en France.

## Origine du nom
Son nom vient d'une vieille enseigne.

## Historique
Cette voie privée est formée au milieu du XVIIe siècle sous le nom de « passage Saint-Louis ».